# خمين
خمين هي مدينة تقع في وسط محافظة مركزي في إيران ،تبعد عن مدينة قم بحوالي 160 كم، وعن العاصمة طهران بحوالي 300 كم، وتعد المدينة مسقط رأس الامام الخميني قائد الثورة الإيرانية الإسلامية، تمتاز المدينة بإنتاج العسل.

## الجغرافيا
تقع مدينة خمين في جنوب محافظة مركزي، في سهل خصيب، على بعد حوالي 160 كيلومترًا (99 ميلًا) من قم و325 كيلومترًا (202 ميلًا) من طهران.

### المناخ
يبلغ متوسط هطول الأمطار في خمين 296 ملم، مع أعلى معدل هطول أمطار تم تسجيله في عامي 2002-2003 عند 486.2 ملم وأقل معدل هطول أمطار سنوي تم تسجيله في المدينة في عامي 2014-2015 عند 138 ملم.
يبلغ متوسط درجة الحرارة السنوية في خمين 13.6 درجة مئوية . يُعدّ شهر يوليو أدفأ شهر بمتوسط 21.1 درجة مئوية، بينما يُعدّ شهر ديسمبر أبرد شهر بمتوسط 6 درجات مئوية.
يبلغ متوسط الرطوبة السنوية في خمين 51%. يُعد شهر ديسمبر أكثر الشهور رطوبةً بمتوسط 63%، بينما يُعد سبتمبر أكثر الشهور جفافًا بمتوسط 28%. الرياح السائدة في خمين هي شمالية غربية (270 درجة) غربًا، وقد سُجِّلت أعلى سرعة رياح بلغت 94 كم/ساعة في مارس 2017.
يبلغ متوسط التبخر السنوي في خمين 2144 ملم. وبلغت أقصى سرعة تبخر 396 ملم في أغسطس.
مناخ خمين شبه جاف حسب طريقة ديمارتون وشبه جاف وبارد حسب طريقة أمبرجر.
غالبًا ما يكون تلوث الهواء في مدينة خمين ناتجًا عن الغبار المحلي وسحب الغبار القادمة من العراق والمملكة العربية السعودية إلى إيران. 

## أعلام
- روح الله الخميني
- حسين عسكري